# Théodechilde (fille de Thierry Ier)
Pour les articles homonymes, voir Théodechilde.
Théodechilde ou Théchilde ou Thichilde, du germanique « Theut-hild » (née vers 523 et morte en 563), est la fille de Thierry Ier (né vers 485–490 et mort en 534), lui-même fils de Clovis.
Elle est citée comme fille de roi, sœur de roi, épouse de roi. Une sœur de Thibert a épousé Hermégiscle, roi des Warnes, puis le fils de Hermégiscle après la mort de celui-ci - fils qui la répudie peu après. Le nom de cette femme n'est pas cité, mais il est précisé qu'elle a fait construire des églises. Flodoard, qui cite Théodechilde comme étant la fille de Thierry Ier, dit qu'elle a donné plusieurs terres à l'Église de Reims. Or Théodechilde est contemporaine de Mapinius et Egidius, évêques de Reims respectivement en 550 et de 573 à 590. Par ailleurs elle avait des terres en Auvergne, ce qui établit un rapprochement de plus entre elle et l'abbaye Saint-Pierre-le-Vif de Sens qu'elle a fondée et qui elle aussi a de longue date possédé des terres dans cette région.  
Tous les documents qui la mentionnent sont des copies, certaines peu crédibles comme celles de la charte de Clovis qui mentionne ses donations à Théodechilde en vue de fonder l'abbaye de Saint-Pierre-le-Vif.
Grégoire de Tours cite le mariage de Thierry et d'une princesse burgonde, fille du roi Sigismond, communément identifiée à Suavegotha regina (Suavegothe) ; il cite également leur fille Theut-hild. Or ce mariage se passe après 507. Il est donc probable qu'elle soit née après 507. Comme options différentes, on a l'abbé Chabau qui donne 498 et 560 comme dates de naissance et de mort. Une troisième indication de période de naissance se trouve dans une charte de Clovis concernant des donations à sa « fille » Théodechilde en vue de la fondation de monastères mentionnés plus haut : Théodechilde aurait demandé à Clovis des terres pour fonder une abbaye « dans la troisième année après le baptême (de Clovis) », donc au plus tôt en 499 et vraisemblablement quelques années après. Cependant cette charte, dont seules des copies nous sont parvenues, réunit tous les suffrages pour être considérée comme fausse. 
Il est à peu près certain que Théodechilde a fondé l'abbaye de Saint-Pierre-le-Vif à Sens, et le prieuré de Mauriac. Ce dernier a été fondé à partir de donations, volontaires ou non, d'un ducem Basilus selon la « fausse » charte de Clovis, ou encore quidam homo nominatus Basolus (un certain homme appelé Basolus) dans la charte de Théodechilde,, qui est identifié selon les uns comme le duc d'Aquitaine, selon d'autres comme un ermite mauriacois, ou plus simplement comme un seigneur gaulois vaincu qui a dû abandonner ses possessions à son vainqueur ; sans que l'on sache qui exactement est ledit vainqueur car Clovis n'est descendu vers l'Aquitaine que plus tardivement que ne le donne sa fausse charte, mais c'est peut-être de lui qu'il s'agit, si ce scénario belliqueux est juste ; cela dit, il est aussi tout à fait possible que Théodechilde ait convaincu un seigneur local de faire don de terres pour la fondation d'un établissement religieux, car le christianisme avait le vent en poupe à l'époque. Toujours est-il que ce sont presque certainement les possessions de ce Basilus qui, par l'intermédiaire de Théodechilde, ont été attribuées à Saint-Pierre-le-Vif et ont servi à fonder le prieuré de Mauriac. Précisons qu'en fait d'Aquitaine il s'agit de l'Auvergne et du Limousin.
Théodechilde a certainement fait un « testament », qui n'est peut-être pas celui qui nous est parvenu car ce dernier montre lui aussi certaines incohérences de dates. En effet l'établissement de Mauriac dépendait de celui de Sens, ce qui ne plaisait point au prieur de Mauriac ; s'ensuivirent des différends entre celui-ci et son supérieur l'abbé de Saint-Pierre-le-Vif, qu'il fallut régler - ce qui, semblerait-il, s'est fait à coups de falsifications des chartes de donation originelles.